# Rhizanthella gardneri
Rhizanthella gardneri R.S.Rogers, 1928 è una pianta della famiglia delle Orchidacee, endemica dell'Australia.

## Descrizione
È una pianta erbacea tuberosa, che compie gran parte del suo ciclo biologico sottoterra.

La pianta è priva di foglie. I fiori, di colore dal rosa al porpora, lunghi circa 6 mm, sono raggruppati in infiorescenze a capolino, avvolti da un involucro bratteale; si sviluppano sotto il livello del terreno per emergerne a maturazione.

## Biologia
La specie non produce clorofilla. Cresce in associazione micorrizica con l'apparato radicale di Melaleuca uncinata, arbusto della famiglia delle Myrtaceae.

## Distribuzione e habitat
La specie è endemica dell'Australia occidentale. Predilige i terreni sabbiosi.